# Alex Power
Alex Power è un personaggio dei fumetti pubblicati dalla Marvel Comics, è stato un componente del supergruppo infantile noto come Power Pack assieme al fratello e alle due sorelle.

## Biografia del personaggio

### Le origini
Alex Power è il figlio maggiore del Dr. James Power, un fisico che lavorò per il governo degli Stati Uniti ad un mezzo per produrre grandi quantità di energia a basso costo attraverso l'unione di materia e anti-materia. Un alieno della razza dei Kymelliani, Aelfyre Whitemane, soprannominato "Whitey", apprese della scoperta dello scienziato e decise di fermarlo. L'alieno sapeva che un dispositivo come quello ideato da Power avrebbe potuto innescare una reazione a catena in grado di distruggere la Terra; inoltre, il dispositivo era ricercato dalla razza aliena degli Z'nrx, soprannominati "Snarks", che intendevano usarlo per conquistare mondi abitati. Quando gli Snarks catturano il dottor Power e sua moglie Margaret, con l'intenzione di costringerlo a rivelare il segreto del suo dispositivo, Withey riesce a salvare i figli dello scienziato, Alex, Julie, Jake e Katie, ma viene ferito a morte, tuttavia, prima di spirare, trasferisce un diverso superpotere in ciascuno dei quattro bambini e chiede loro di usarli per salvare il mondo. Alex riceve il potere di controllare la gravità e prende il nome Gee, come l'abbreviazione scientifica comune per la forza di gravità ("G"). I quattro ragazzi si uniranno nel Power Pack, riuscendo a fermare le mire degli Snarks, a salvare i propri genitori e a distruggere il pericoloso esperimento del Dr. Power.

### Cambi d'identità
Alex ha cambiato poteri più volte nel corso della sua carriera da supereroe, prima con la sorella Katie, acquistando l'identita di Destroyer, poi con suo fratello Jack, prendendo il nome Mass Master, ed infine riguadagnando i propri poteri e la propria identità.

### L'ingresso nei New Warriors
Qualche tempo dopo, Alex venne contattato dai New Warriors per aiutarli contro la Sfinge. Per questa avventura creò l'identità di Powerpax e assorbì tutti i poteri dei fratelli, restituendoli in seguito e promettendo di non rubarli di nuovo. Ma quando i Warriors ebbero ancora bisogno del suo aiuto, Alex ruppe nuovamente la promessa e, resosi conto di quanto fosse pericoloso per dei bambini essere supereroi, decise di non rendere ai suoi fratelli i loro poteri cambiando il proprio nome in Powerhouse.

### Ritorno all'ovile
Alex militò a lungo nelle file dei Warriors, ma dopo una battaglia contro la malvagia Volx, lasciò il gruppo e, resi ai suoi fratelli i rispettivi poteri, condivise con loro nuove avventure ribattezzandosi Zero-G. Dopo un po', Alex e i suoi fratelli sembrano smettere di funzionare come squadra, decidono allora di sciogliersi e trasferirsi in California.

### La Fondazione Futuro
Dopo il suo ritiro, Alex viene invitato da Reed Richards a partecipare ad una squadra composta da giovani geni; anche se Alex non è il membro più intelligente della squadra ne diviene un prezioso socio. Dopo la resurrezione di Johnny Storm, il ragazzo decide di rimanere nel team e gli viene assegnato il numero 7 sul costume.

## Poteri e abilità
Come Zero-G, Alex detiene il controllo sulla gravità, su sé stesso e sugli oggetti intorno a lui; come Destroyer, acquista il potere della sorella Katie di assorbire e rilasciare energia, infine, come Mass Master, acquista il potere del fratello Jake di controllare la propria densità. Nell'identità di Powerhouse, Alex possedeva tutti i poteri dei fratelli. Come i suoi fratelli, Alex possedeva un costume fatto di molecole instabili; quando attivati tramite comando vocale, i costumi, vengono richiamati da un reame extra-dimensionale denominato "Altrove" per sostituire i loro abiti normali.